# Salute
Salute е вторият албум на британската група Литъл Микс, издаден през ноември 2013 г. Включва в себе си 12 музикални изпълнения, от него са излезли три сингъла „Move“, „Little Me“ и „Salute“.

## Списък с песните

### Оригинален траклист
1. „Salute“ – 3:56
2. „Move“ – 3:44
3. „Little Me“ – 3:55
4. „Nothing Feels like You“ – 3:27
5. „Towers“ – 3:58
6. „Competition“ – 3:27
7. „These Four Walls“ – 3:28
8. „About the Boy“ – 3:44
9. „Boy“ – 2:54
10. „Good Enough“ – 3:52
11. „Mr Loverboy“ – 3:14
12. „A Different Beat“ – 3:27

### Британско и Американско делукс издание, Японско и Европейско издание
1. „See Me Now“ – 3:43
2. „They Just Don't Know You“ – 3:55
3. „Stand Down“ – 3:39
4. „Little Me“ (изключен) – 3:56

### Френско издание
1. „Une autre personne“ (Tal с Литъл Микс) – 4:01

### Японско издание
1. „Move“ (Deekly And Eightysix Remix) – 3:21
2. „Move“ (Over Exposure Remix) – 5:53
3. „Move“ (The Alias радио редактиран) – 3:46
4. „Wings“ (японска версия) – 3:42

### 2020 дигитално разширено издание
1. „Word Up!“ – 3:28
2. „Move“ (The Alias радио редактиран) – 3:46
3. „Little Me“ (DE$iGNATED радио remix) – 3:48
4. „Word Up!“ (The Alias радио редактиран) – 3:28
5. „Salute“ (сингъл версия) – 3:08

### Salute - Rarities & Remixes
1. „Salute“ (Troyboi Remix) – 3:36
2. „Salute“ (Anakyan Remix) – 5:12
3. „Word Up!“ (разширен mix)	– 5:00
4. „Move“ (Deekly and Eightysix Remix) – 3:19
5. „Move“ (Mike Delinquent Remix) – 5:19
6. „Move“ (Mike Rizzo Funk Generation радио mix) – 3:43
7. „Move“ (Over Exposure Remix) – 5:51
8. „Move“ (акустика) (на живо) – 2:57
9. „Who's Lovin You“ (на живо) – 1:08